# ラジオ・スターの悲劇 (アルバム)
『ラジオ・スターの悲劇』（原題：The Age of Plastic）は、イギリスのバンドのバグルスが1980年に発表したファースト・アルバム。現在の日本語タイトルは、1979年にヒットしたデビュー・シングルから取られている。

## 解説
バグルスは、当初はトレヴァー・ホーン、ジェフ・ダウンズ、ブルース・ウーリーの3人でデモ・テープを作っていたが、ウーリーはデビュー前に脱退した。そして、バンドは1979年にデビュー・シングル「ラジオ・スターの悲劇」を発表して全英1位を獲得するが、その時点で完成していたのは同曲とB面の「キッド・ダイナモ」、それに「クリン・クリン」だけだったため、バグルスはプロモーション活動の合い間に残りの曲をレコーディングして、1979年のクリスマス前にミックス・ダウンを終了した。
本作からのシングル・カット曲は、いずれも「ラジオ・スターの悲劇」ほどの成功を収めることはできず、「プラスティック・エイジ」は全英16位、「クリン・クリン」は全英38位、「思い出のエルストリー」は全英55位であった。ただし、音楽評論家のJeri Montesanoはallmusic.comにおいて「バグルスは楽しく風変わりなシングル"Video Killed the Radio Star"で国際的に注目を集めたが、この曲はアルバムの魅惑的で未来的なビジョンの一部に過ぎない」「1曲目の冒頭の音から、トレヴァー・ホーンとジェフ・ダウンズは聴き手をリビングから宇宙家族ジェットソンのような世界へ飛ばす」と評している。
シングル「クリン・クリン」を発表した後、トレヴァー・ホーンとジェフ・ダウンズはイエスのアルバム『ドラマ』（1980年）に参加して、バグルスとしての活動を一度休止する。
なお、元メンバーのブルース・ウーリーは、脱退直後の1979年にトーマス・ドルビーらと結成した「ブルース・ウーリー&ザ・カメラ・クラブ」名義で発表したアルバム『イングリッシュ・ガーデン』で、初期バージョンの「ラジオスターの悲劇」と共に「クリン・クリン」をセルフカバーしている。
2000年に発売された再発CDには、シングル「プラスティック・エイジ」のB面曲「アイランド」、シングル「クリン・クリン」のB面曲「テクノポップ」、シングル「思い出のエルストリー」のB面に収録されていた「モノレールのジョニー」の別ヴァージョンの計3曲がボーナス・トラックとして収録された。2010年に日本発売されたSHM-CDは、2000年盤のボーナス・トラックに加えて、更に6トラックを追加収録している。

## 収録曲
特記なき楽曲はトレヴァー・ホーンとジェフ・ダウンズの共作。
1. プラスティック・エイジ "Living in the Plastic Age" – 5:13
2. ラジオ・スターの悲劇 "Video Killed the Radio Star" (Trevor Horn, Geoff Downes, Bruce Wolley) – 4:13
3. キッド・ダイナモ "Kid Dynamo" – 3:29
4. アイ・ラヴ・ユー、ミス・ロボット "I Love You (Miss Robot)" – 4:57
5. クリン・クリン "Clean Clean" (T. Horn, G. Downes, B. Woolley) – 3:54
6. 思い出のエルストリー "Elstree" – 4:29
7. アストロボーイ "Astroboy (And the Proles on Parade)" – 4:40
8. モノレールのジョニー "Johnny on the Monorail" – 5:31

### 2010年再発盤ボーナス・トラック
1. ラジオ・スターの悲劇（シングル・ヴァージョン） "Video Killed the Radio Star (Single version)" (T. Horn, G. Downes, B. Woolley) – 3:25
2. キッド・ダイナモ（シングル・ヴァージョン） "Kid Dynamo (Single version)" – 3:28
3. プラスティック・エイジ（シングル・ヴァージョン） "Living in the Plastic Age (Single version)" – 3:51
4. アイランド（エディット・ヴァージョン） "Island (Edit version)" – 3:32
5. クリン・クリン "Clean Clean (12-inch version)" (T. Horn, G. Downes, B. Woolley) – 5:15
6. テクノポップ "Technopop" – 3:49
7. 思い出のエルストリー（シングル・ヴァージョン） "Elstree (Single version)" – 4:05
8. モノレールのジョニー（ヴェリー・ディファレント・ヴァージョン） "Johnny on the Monorail (A very different version)" – 3:49
9. 思い出のエルストリー（スペシャルDJエディット・ヴァージョン） "Elstree" (Special DJ edit version)" – 3:35

## 参加ミュージシャン
- トレヴァー・ホーン - ボーカル、ギター、ベース、パーカッション
- ジェフ・ダウンズ - キーボード、パーカッション

ゲスト・ミュージシャン
- ポール・ロビンソン - ドラムス
- リチャード・ジェイムス・バージェス - ドラムス
- ブルース・ウーリー - ギター
- デビ・ドス - バッキング・ボーカル
- リンダ・ジャーディム - バッキング・ボーカル